# بيرك (باد كاليه)
بيرك، باد كاليه (بالفرنسية: Berck)‏ هي بلدية تقع في إقليم باد كاليه من منطقة نور با دو كاليه في شمال فرنسا. تبلغ مساحة هذه المدينة 14.88 (كم²)، وترتفع عن سطح البحر 9 م، يبلغ عدد سكانها 15565 نسمة حسب إحصاء المعهد الوطني للإحصاء والدراسات الاقتصادية سنة 2009 م. وترأس Jean-Marie Krajewski البلدية خلال فترة (2008-2014).

## توأمة
لبيرك (باد كاليه) اتفاقيات توأمة مع:
- باد هونيف

## معرض صور

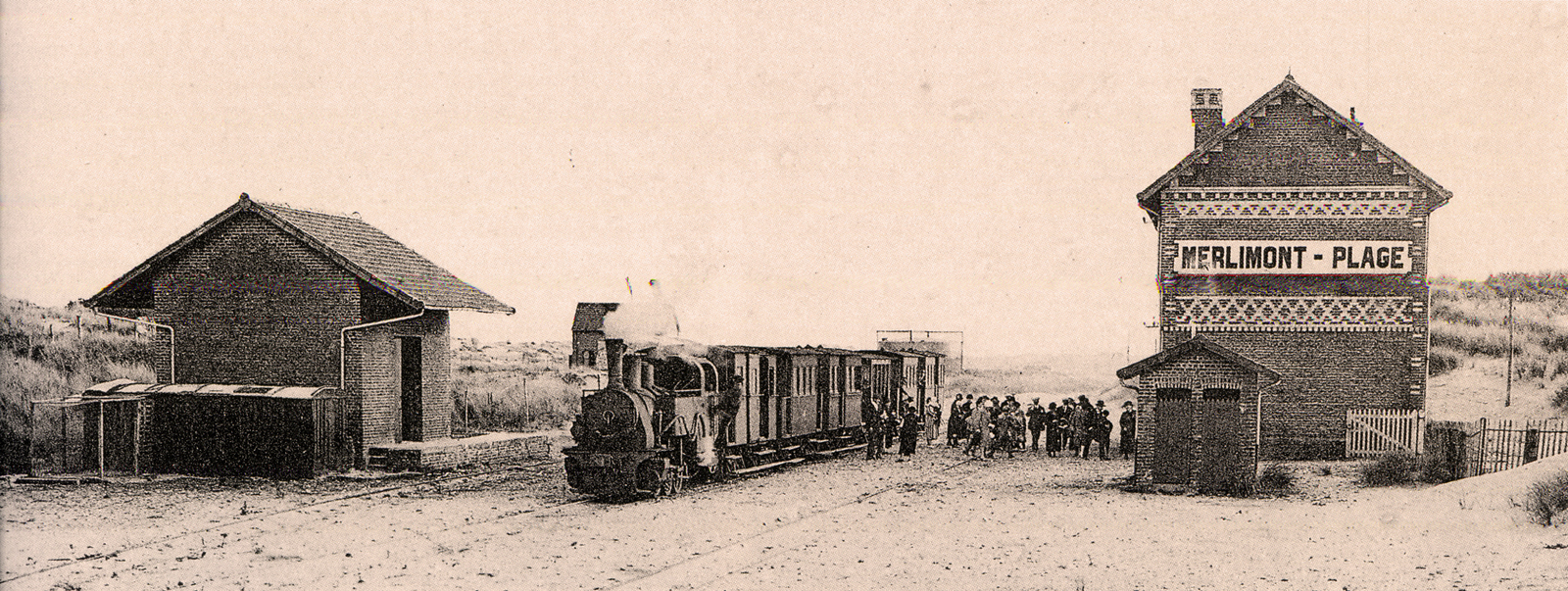
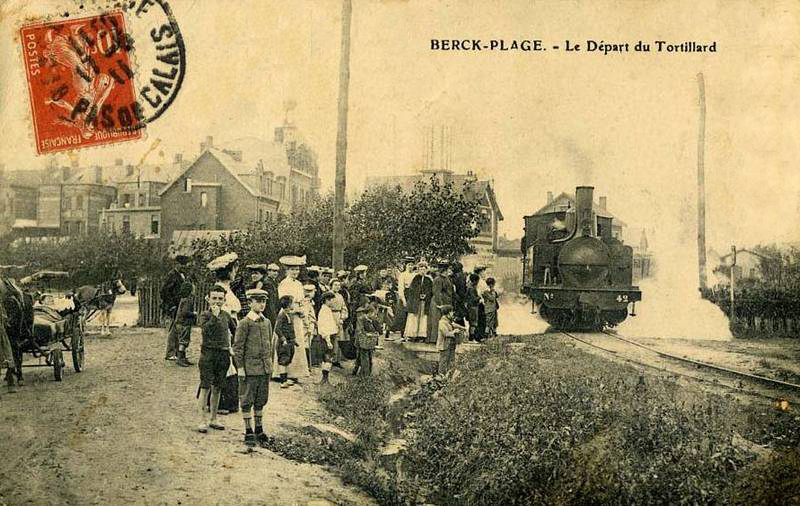
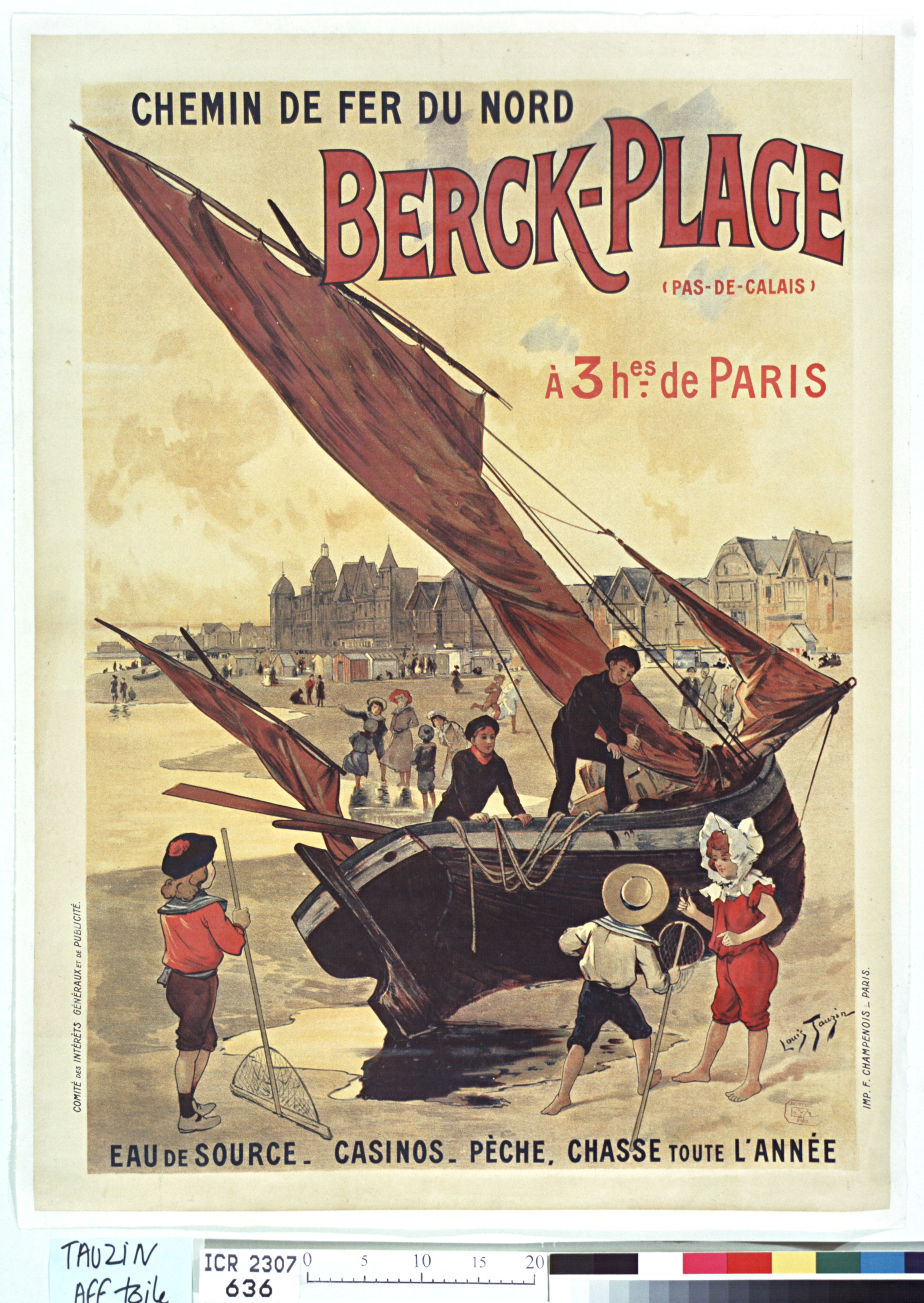

## أعلام
- عبد الله مباي
- جان دومينيك بوبي
- إميل دوفال